# Плотина (Кемеровская область)
Плотина — упразднённый посёлок в Тисульском районе Кемеровской области. На момент упразднения входил в состав Подобасского сельсовета. Исключен из учётных данных в 1997 году.

## География
Располагался на правом берегу реки Тутуяс южнее горы Угутаг, на расстоянии примерно 2,5 км по прямой к юго-западу от поселка Тутуяс.

## История
Законом Кемеровской области № 6-03 от 8 апреля 1997 года посёлок исключен из учетных данных.

## Население
| 1970 | 1979 | 1989 |
| ---- | ---- | ---- |
| 42   | ↘9   | ↘2   |